# Nußbaum
Nußbaum település Németországban, Rajna-vidék-Pfalz tartományban. Lakosainak száma 474 fő (2023. december 31.). Nußbaum Bad Sobernheim és Monzingen községekkel határos.

## Népesség
A település népességének változása:
| Lakosok száma | 332  | 458  | 450  | 457  | 457  | 474  |
|               | 1975 | 2017 | 2019 | 2021 | 2022 | 2023 |